# 田口孝夫
田口 孝夫（たぐち たかお、1947年 - ）は、日本の英文学者、翻訳家。
大妻女子大学名誉教授。専門はエリザベス朝の文学。

## 来歴
埼玉県生まれ。
1971年東京教育大学英文科卒、1974年同大学院修士課程修了。大妻女子大学文学部英文学科講師、1983年助教授、 1993年教授。2011年から2015年英文学科長、2016年から2018年大学院言語文化学専攻修士課程主任。2020年名誉教授。
シェイクスピア研究において、優れた業績を残す。

## 著書
- 『英語教師のスクラップ・ブック』（悠書館） 2007

### 共著
- 『記号としてのイギリス』（山本雅男共著、南雲堂） 1989

### 翻訳
- 『文体論から文学へ 英語教育の方法』（H・G・ウィドウソン、田中英史共訳、彩流社） 1989
- 『同性愛の社会史 イギリス・ルネサンス』（アラン・ブレイ、山本雅男共訳、彩流社） 1993、新版2013
- 『図説騎士道物語 冒険とロマンスの時代』（リチャード・バーバー、監訳、原書房） 1996
- 『大学とは何か』（ヤーロスラフ・ペリカン、法政大学出版局、叢書・ウニベルシタス） 1996
- 『悪夢の世界 ホラー小説誕生』（クリストファー・フレイリング、荒木正純共訳、東洋書林） 1998
- 『ノストラダムス百科全書』（ピーター・ラメジャラー、目羅公和共訳、東洋書林） 1998
- 『ノストラダムス百科全書 パート2 ノストラダムス予言全書』（ピーター・ラメジャラー、目羅公和共訳、東洋書林） 1998
- 『羨望の炎 シェイクスピアと欲望の劇場』（ルネ・ジラール、小林昌夫共訳、法政大学出版局、叢書・ウニベルシタス） 1999
- 『おとぎ話と魔女 隠された意味』（シェルドン・キャッシュダン、法政大学出版局） 2003
- 『トールキンハンドブック』（コリン・ドゥーリエ、東洋書林） 2007
- 『同性愛の歴史』（ロバート・オールドリッチ編、田中英史共訳、東洋書林） 2009
- 『シェイクスピア百科図鑑 生涯と作品』（A・D・カズンズ監修、荒木正純共監訳、悠書館） 2010
- 『ヘルファイアー・クラブ 秘密結社と18世紀の英国社会』（イーヴリン・ロード、田中英史共訳、東洋書林） 2010
- 『イギリスの歴史 ビジュアル版』（R・G・グラント, アン・ケイ, マイケル・ケリガン, フィリップ・パーカー、田中英史, 丸川桂子共訳、東洋書林） 2012
- 『物語英語の歴史』（フィリップ・グッデン、監訳、悠書館） 2012
- 『世界鉄道大紀行』（ジュリアン・ホランド、荒木正純共訳、悠書館）2016
- 『貿易商人王列伝』（スティーヴン・R・ボウン、荒木正純・石木利明共訳、悠書館）2019

## 参考
- [ISBN　978-4-7791-7004-1]
- 大妻女子大学